# لولن (نبراسکا)
لولن(به انگلیسی: Lewellen) شهری در ایالت نبراسکا کشور ایالات متحده آمریکا است که جمعیت آن در سرشماری سال ۲۰۱۰ میلادی، ۲۲۴ نفر بوده‌است.